# 鄭君熾 (藝人)
鄭君熾（Cheng Kwan Chi，?—），香港前藝人，曾改藝名鄭柏麟。

## 生平
鄭君熾活躍於1980年代中期至1990年代後期，先後為無綫電視和亞洲電視演出。演藝生涯代表作有《孖仔孖心肝》中冒認失散細孖（由周星馳飾演）的老千李滿祥，以及1996年和呂頌賢合作的《笑傲江湖》中的田伯光，亦曾於電影《賊王》中與聯同影帝任達華演對手戲，至2000年後，鄭君熾淡出影視圈，穿梭中，在其他中、港兩地工作，間中亦會於電影及劇集客串演出等人。

## 演出作品

### 電視劇（無綫電視）
- 《愛情全盒》（1986）
- 《黃金十年》（1986）
- 《小島風雲》（1986）
- 《寶蓮燈》（1986）飾 華山童子 / 劉沉香
- 《黃大仙》（1986）
- 《大運河》（1987）飾 宇文化及
- 《工字打出頭》（1987）飾 李漢濤
- 《鄭成功》（1987）飾 石飛
- 《大班密令》（1987）飾 周立剛
- 《書劍恩仇錄》（1987）飾 鏢師
- 《新紮師兄》（1987）飾 周遠妹
- 《薛剛反唐》（1988）
- 《狙擊神探》（1988）飾 杜百全
- 《兵權》（1988）飾 高懷德
- 《天变》（1989）飾 冷忠
- 《飛虎羣英》（1989）
- 《家山有福》（1989）飾 倪天機
- 《魔債》（電視電影）（1989）飾 洪永昌
- 《零點出擊》（1990）飾 陳邦
- 《孖仔孖心肝》（1990）飾 李滿祥
- 《飛越官場》（1990）飾 高俅
- 《命運快車》（1991）飾 黃漢光
- 《螳螂小子》（1994）飾 鄭光宗
- 《廉政英雌》（1995）飾 張志權
- 《刑事侦缉档案II》（1995）飾 郭志南
- 《聊齋》之狐仙報恩（1996）飾 袁忠
- 《大刺客》之煙花殺手（1996） 飾 安慶緒
- 《隋唐群英會》（1996）飾 楊玄感
- 《西遊記》（1996）飾 唐太宗
- 《笑傲江湖》（1996）飾 田伯光
- 《900重案追凶》（1996）飾 江幼坚
- 《O記實錄II》（1996）飾 羅鐵堅（澳門司警）
- 《廉政行動1996》之証物（1996）飾 周漢文
- 《迷離檔案》（1997）飾 陳立文（邪教教主）
- 《孝感動天》之緹縈救父（1997）飾 劉清
- 《天龍八部》（1997）飾 完颜阿骨打
- 《廉政追緝令》（1997）飾 張永泰
- 《功夫特警》（電視電影）（1997）
- 《聊斋（贰）》之陸判奇談（1998）飾 高仕釗
- 《聊斋（贰）》之斬妖神劍（1998）飾 雷神
- 《聊斋（贰）》之花醉紅塵（1998）飾 楚公子
- 《飛虎雄風II之搶灘行動》（電視電影）（1999）

### 電視劇（亞洲電視）
- 《中華英雄之中華傲訣》（1991）飾 火四郎
- 《發達智多星》（1991）
- 《廉政行動》之臥底藏龍（廉政公署製作，亞視首播 1992）
- 《東邊西邊》（2009）飾 張偉國

### 電影
- 監獄不設防 (1990)
- 賊王 (1995)
- 震撼性醜聞 (1995)

## 外部連結
- 【香港影庫】鄭君熾 （页面存档备份，存于）
- 前藝人鄭君熾 村屋洗衣機自焚 （页面存档备份，存于）.文匯報.2008-08-10